# Las Vegas
Las Vegas es la ciudad más grande del estado de Nevada, en Estados Unidos. Ubicada en el desierto de Mojave, es uno de los principales destinos turísticos del país debido a sus hoteles, zonas comerciales y vacacionales, pero sobre todo gracias a sus casinos. Debido a ello es conocida como «La Capital del Entretenimiento Mundial», «La Ciudad del Pecado» o «La Capital de las Segundas Oportunidades».
De acuerdo con el censo de 2010 la ciudad tenía una población de 583 756,3 habitantes. Estudios recientes cifran la población del área metropolitana en torno a 1 951 269 habitantes. Se calcula que es habitual que haya en torno a ella la misma cifra de turistas durante temporada de vacaciones que de habitantes: ya sea por viajes de estadounidenses que van a pasar un fin de semana o por el turismo mundial. Las Vegas ha sido la capital del condado de Clark desde el nacimiento de este en 1909.
El nombre de Las Vegas se aplica frecuentemente a las áreas del condado de Clark que rodean la ciudad, especialmente las áreas residenciales situadas dentro o cerca del strip de Las Vegas. La mayor parte de los 7.25 kilómetros de Las Vegas Boulevard están situados fuera de los límites de la ciudad de Las Vegas, concretamente en un suburbio del condado de Clark llamado Paradise.
Las Vegas es conocida en ocasiones como la Ciudad del Pecado (Sin City en inglés) debido a la popularidad del juego y apuestas legales, la disponibilidad de bebidas alcohólicas a cualquier hora del día (como en toda Nevada), la legalidad de la prostitución en los condados vecinos (las leyes de Nevada prohíben la prostitución en los condados de más de 400 000 habitantes). El gobierno local y los promotores turísticos de la ciudad usan la frase de lo que pasa en Las Vegas, se queda en Las Vegas.
La imagen glamurosa de la ciudad le ha hecho escenario de diversas películas y series televisivas, además de los certámenes de Miss Universo de 1991, 1996, 2010, 2012, 2015 y 2017. La canción de Elvis Presley Viva Las Vegas se ha convertido desde su éxito inicial en 1964 en el tema más iconicamente representativo del lugar. 
Actualmente está regida por la independiente Carolyn Goodman, que ha sucedido en el cargo a su marido Oscar B. Goodman, quien fue demócrata pero ejerció su cargo como independiente.

## Toponimia
En la época de 1829, en algunas áreas bajas del valle de Las Vegas, existían manantiales que creaban extensas áreas verdes que contrastaban con el desierto que las rodeaba donde había agua de manantial en abundancia para los viajeros del oeste; de ahí el nombre de «Las Vegas».

## Historia
Tal vez los primeros visitantes al area de Las Vegas fueron las tribus nómadas paleoindias, quienes viajaban desde hacía diez mil años dejando atrás los petroglifos. Las tribus Anasazi y Paiute llegaron hace al menos dos mil años. Un joven explorador mexicano llamado Rafael Rivera fue el primero en hallar el valle en 1829. El lugar recibió su nombre del viajero español Antonio Armijo, de sesenta años, quien llegó hasta allí mientras seguía un viejo camino español desde Los Ángeles, California, en 1829 (ocho años después de la independencia de España). El año de 1844 marcó la llegada de John C. Fremont oficial y explorador del Ejército estadounidense viajó al valle de Las Vegas el 3 de mayo de 1844, cuando este territorio todavía formaba parte de México dirigía un grupo de exploradores del cuerpo de ingenieros del Ejército estadounidense. El 10 de mayo de 1855, después de la anexión de Las Vegas a los Estados Unidos, sus escritos ayudaron a atraer los pioneros a esta área. El centro de Las Vegas, es llamado Fremont Street en honor a él.
Once años después, Brigham Young, profeta de la Iglesia de Jesucristo de los Santos de los Últimos Días, envió a un grupo de treinta misioneros a Las Vegas, para construir una iglesia que quedara en medio del camino entre Salt Lake City y Los Ángeles, donde viajaron para convertir a la población india y juntar suministros. Los miembros de la iglesia abandonaron la zona en 1857, ya que los nativos rechazaron sus enseñanzas. La construcción fue abandonada años después. Los restos de este viejo fuerte pueden ser vistos en la intersección entre Las Vegas Boulevard y Washington Avenue. En 1864 el Ejército construyó Fort Baker.
En 1900, los manantiales fueron canalizados hacia la ciudad, que así quedó provista de una fuente de agua potable. Esto permitió a Las Vegas convertirse en una parada en la que repostar agua para los trenes que viajaban entre Los Ángeles (California) y Albuquerque (Nuevo México).

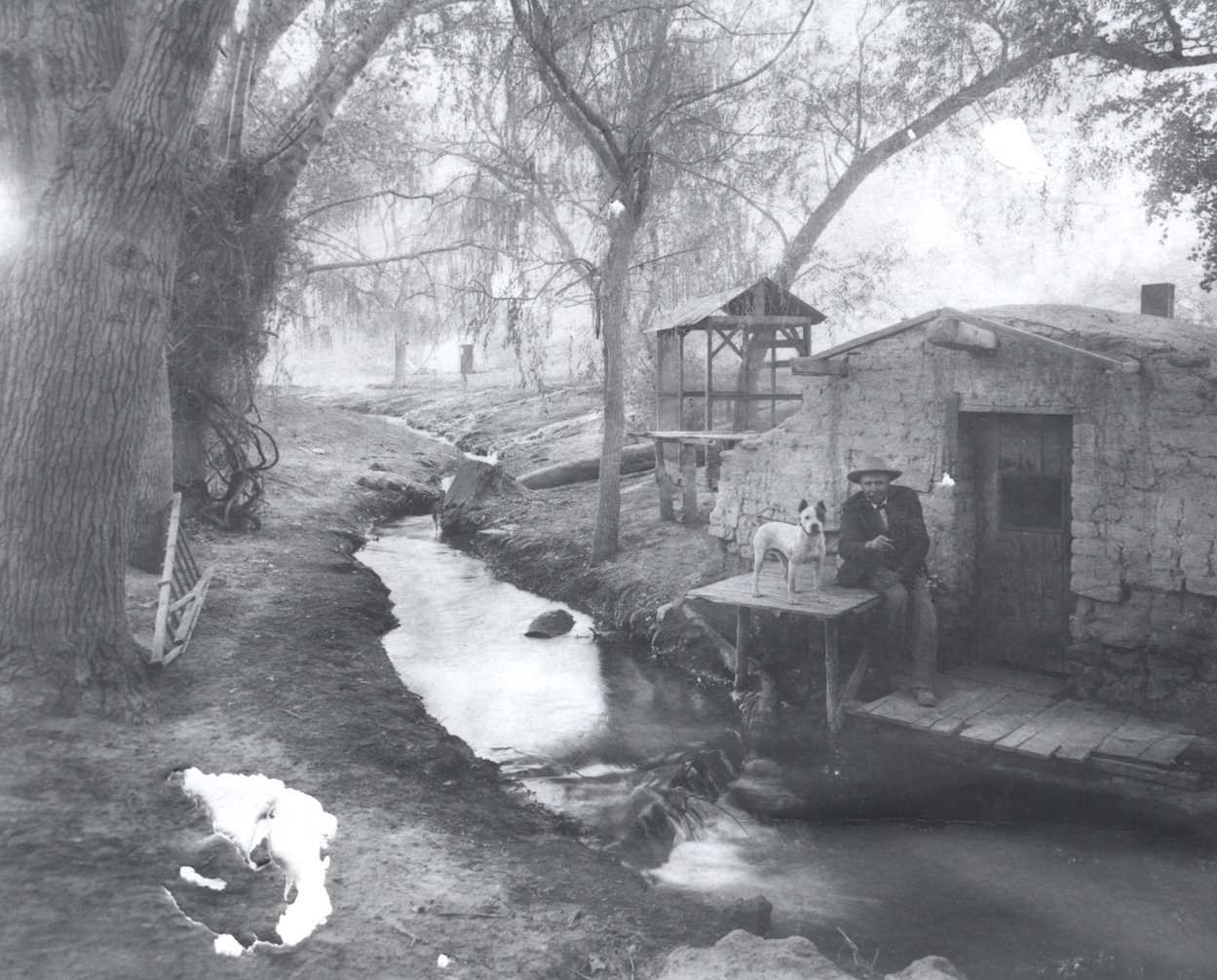
Las Vegas en 1895.

Las Vegas fue fundada como ciudad en 1905, cuando cuarenta y cinco hectáreas de tierra adyacente a la Union Pacific Railroad se convertirían en el centro de la ciudad. En 1911, Las Vegas fue incorporada como ciudad.
Con la legalización del juego en los casinos en 1931, Las Vegas recibió un gran impulso y se inició su fama mundial, con reducción en la residencia en casos de divorcio en seis semanas. Ese año fue testigo del inicio de la construcción de la Presa Hoover. La afluencia de los trabajadores de la construcción y de sus familias ayudó a Las Vegas a evitar la calamitosa situación económica que había durante la Gran Depresión. La construcción terminó por completo en 1935.
En 1941, se empezaron a construir grandes hoteles que incorporaban casinos con juegos de azar. Muchos de los primeros inversionistas de la ciudad fueron acusados de haber traído a Las Vegas dinero procedente de los sindicatos del crimen de la Costa Este. De hecho, el primer hotel de características de la ciudad moderna (Flamingo) fue construido bajo la supervisión del gánster Bugsy Siegel. En ese año, se fundó Las Vegas Army Air Corps Gunnery School, conocida como Nellis Air Force Base, sede del equipo acrobático llamado The Tunderbirds.
Después de la Segunda Guerra Mundial, los hoteles, casinos fueron decorados lujosamente y esto es sinónimo de entretenimiento en Las Vegas.
En la década de 1950 fue inaugurado The Moulin Rouge (El Molino Rojo), el primer casino hotel de Las Vegas con integración racial.
En 1951, se empezaron a hacer pruebas nucleares en el estado de Nevada. En concreto, el emplazamiento de las pruebas estaba a 105 km al noroeste de Las Vegas y la ciudad recibió el apodo de «Atomic City» (Ciudad atómica). Los residentes y los visitantes de la ciudad fueron testigos de nubes en forma de hongo (y estuvieron expuestos a sus consecuencias) hasta 1963, cuando el Tratado de prohibición parcial de ensayos nucleares exigió que las pruebas nucleares fuesen realizadas de manera subterránea.
El icónico signo «Welcome to Las Vegas» (Bienvenido a Las Vegas), creado en 1959 por Betty Willis, nunca estuvo localizado en la ciudad.
El derrocamiento de Fulgencio Batista en Cuba en 1959 supuso también un impulso en el desarrollo de la ciudad, debido principalmente a los intereses de empresarios estadounidenses ligados al depuesto presidente, expulsados de Cuba por la Revolución comandada por Fidel Castro y dedicados, hasta entonces en la ciudad de La Habana y otros lugares cubanos a negocios de naturaleza similar a los que ya prosperaban en la ciudad de Las Vegas.
Desde los años 50, se extiende la actividad musical en la ciudad, mayormente como complemento a las salas de juego. Estrellas como Elvis Presley, Frank Sinatra, Dean Martin, Jerry Lewis, Perry Como, Tony Bennet disfrutan de una actividad privilegiada, cobrando elevados contratos por sus presentaciones en un local estable, sin necesidad de hacer fatigosas giras. En tiempos recientes, han seguido esta tradición otras estrellas como Cher, Céline Dion y Sheena Easton.
Durante los años sesenta, poderosas corporaciones de negocios como Howard Hughes construyeron y compraron hoteles-casino. El término Gambling (jugador) ahora era referido como «gaming» (juego de azar) un término legal en los negocios.
En el año 1995 se marcó la inauguración de Fremont Street Experience en el centro de Las Vegas. Esta área de cinco bloques con dosel cuenta con 12.5 millones de luces led y 550 000 vatios de sonido desde el anochecer hasta la medianoches durante los espectáculos que se presentan en cada hora.
Debido a la realización de muchos apoyos que han revitalizado a la ciudad, al 2012 se le llamó «el año del centro de la ciudad». Cientos de millones de dólares con proyectos valiosos que hicieron su debut en este tiempo. Se incluyen The Smith Center para la Performing Arts and DISCOVERY Children's Museum, Mob Museum, Neon Museum, y un nuevo complejo de ayuntamiento y renovación para la jefatura principal de la corporación Zappos.com en el edificio del viejo ayuntamiento.

### Renacimiento de la ciudad
Cuando el hotel The Mirage abrió sus puertas en 1989 se inició una etapa de construcción que se alejaba del centro de la ciudad hacia la zona conocida como Las Vegas Strip. Esto resultó en una caída del turismo de la cual la zona del downtown (zona centro) todavía se está recuperando. 
Esta zona en la actualidad con grandes edificios abandonados denota un pasado activo pero que hoy está ocupado por gente sin recursos que pueblan de forma evidente las calles del down town actual
Entre el Strip y el Downtown está la zona de Fremont con casinos y un centro comercial ya anticuados que contrasta su decadencia con la espectacular zona del Strip donde la grandiosa y brutal espectacularidad de los hoteles desde el inicio por el norte del lujoso complejo del Wynn y Encore hasta casi el aeropuerto atravesando Las Vegas Blv. Donde se encuentra el Mandalay Bay, es un paseo único y digno de ser visitado
Podría ser considerado una Ciudad temática de ocio y espectáculo donde el shopping es también una indudable fuente de ingresos con los famosos outlets al norte y al sur de la ciudad y los grandes centros comerciales o las impresionantes zonas de tiendas de los propios hoteles donde destacaría la del Bellagio o el forum shop del Caesar’s Palace o el Venetian y Palazzo auténticos centros comerciales que estando dentro de los hoteles pondrían en aprietos a zonas comerciales como la mismísima Rodeó Drive en Beverly Hills.
Se han hecho muchos esfuerzos por parte de los dirigentes de la ciudad para diversificar la economía de Las Vegas, intentando atraer empresas de manufacturas, bancos y otras actividades comerciales. La ausencia de un impuesto sobre la renta, tanto individual como corporativo, y los sencillos trámites burocráticos necesarios para crear cualquier corporación, han fomentado el éxito de estos esfuerzos y disparado el índice de crecimiento demográfico de la ciudad.

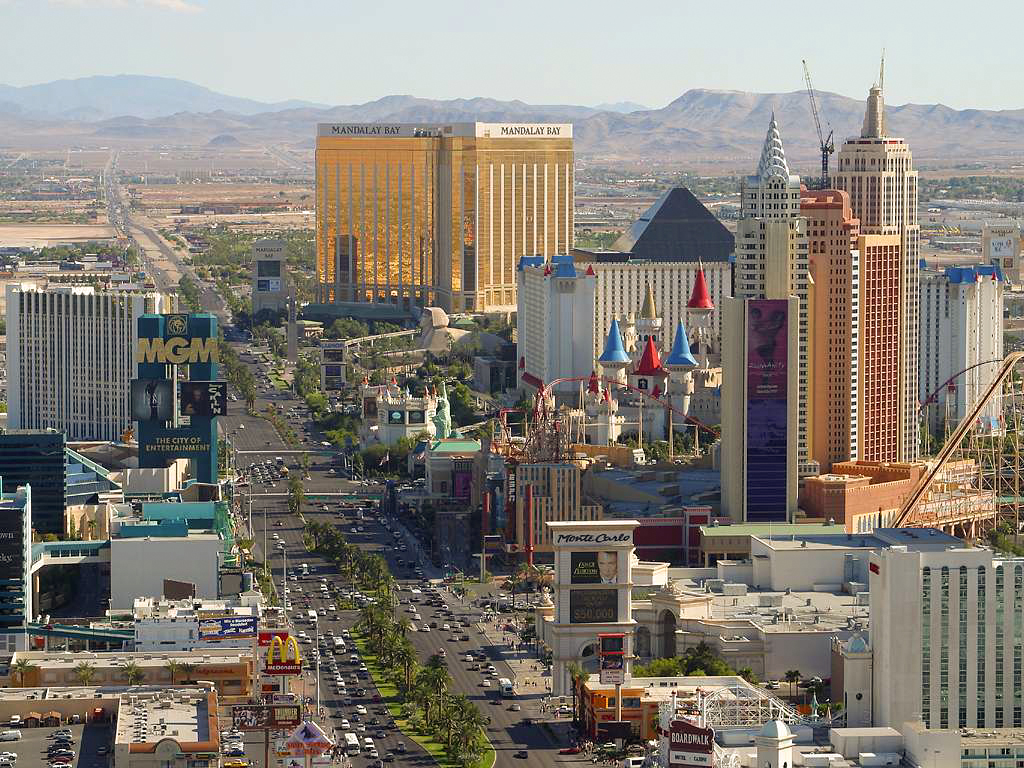
El extremo sur de Las Vegas Strip en 2003.

El haber desarrollado relativamente tarde un núcleo urbano ha hecho que en Las Vegas se haya mantenido un precio bastante accesible en los inmuebles en comparación con otros núcleos urbanos próximos. Como consecuencia, la ciudad ha experimentado recientemente un boom tanto en población como en turismo. Así, en 2001 el área metropolitana de Las Vegas alcanzó a ser el centro de población de mayor crecimiento en todos los Estados Unidos. La población incorporada a Las Vegas fue de 478 434 personas. En el área metropolitana de Las Vegas Valley viven 1 583 172 residentes, según la estimación del condado en 2003.
Como reflejo de este rápido crecimiento demográfico se encuentra la construcción a principios de los 90 del nuevo Barrio Chino (Chinatown en inglés) en Spring Mountain Road. Inicialmente consistía únicamente en un enorme complejo comercial, aunque recientemente el área se amplió con nuevos centros comerciales.
Con la expansión de la zona de Las Vegas Strip en los 90, la zona de Las Vegas Downtown comenzó a sufrir. El Fremont Street Experience se construyó en un esfuerzo de arrastrar turistas a la zona del downtown. Aunque ha frenado el declive no ha detenido la caída de turismo e ingresos. El Neonopolis con restaurantes y teatros se construyó para ofrecer más servicios a la zona centro. Neonopolis ha sufrido diversos cambios en la propiedad y la gestión de tal forma que no ha podido alquilar todo el espacio disponible. En marzo de 2005 se encontraba en venta.

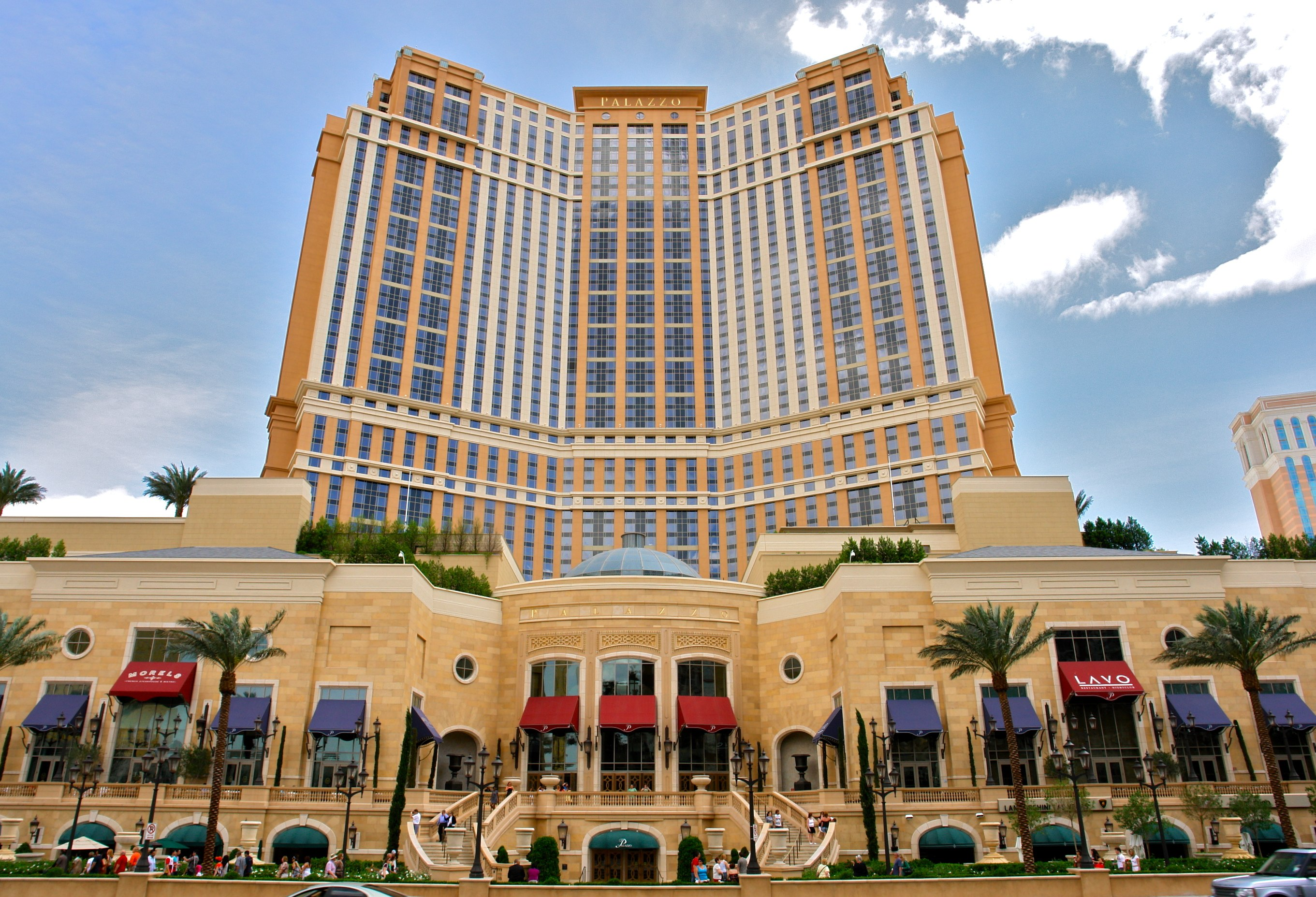
Exterior de un casino. La mayor parte de la economía de la ciudad está basada en el turismo, incluyendo apuestas.

La ciudad compró 247 000 m² propiedad de la compañía ferroviaria Union Pacific Railroad en los años 1990 con el objetivo de crear algo que atrajera turistas hacia el centro de la ciudad. Tras varias propuestas, virtualmente toda esta parcela no tiene todavía ningún plan de desarrollo firme. El ayuntamiento acordó realizar cambios en la zona de Fremont Street permitiendo que las barras estén más juntas, duplicando las que existen en otras ciudades. Estos cambios tienen todavía que mostrar su impacto.
En los primeros años 2000 se produjeron algunos signos prometedores; se anunciaron varios proyectos de condominio o multipropiedad. La ciudad convenció a la agencia tributaria estatal para que desplazase su sede desde las afueras de la ciudad a un nuevo y céntrico edificio abierto en abril de 2005. Se espera que los proyectos de multipropiedad aporten población joven a esta zona de la ciudad. Se espera también que la agencia tributaria genere una demanda adicional de negocios en esta zona, especialmente en las horas diurnas.
En la actualidad, existen 175 establecimientos hoteleros en Las Vegas, con un total de 130 000 habitaciones.
En la noche del 1 de octubre de 2017, un fuerte tiroteo ocurrió durante un concierto de Jason Aldean que se celebraba al aire libre, dejando 59 muertos y 527 heridos, convirtiéndose en la peor masacre en la historia de la ciudad y de los Estados Unidos al superar la Masacre de la discoteca Pulse de Orlando sufrida un año antes (véase Tiroteo de Las Vegas de 2017).
A pesar de la fama y glamour de Las Vegas hay que reconocerle un atractivo turístico sin precedentes donde la pluralidad del ocio (juego, distracción para adultos, espectáculos musicales) lo hace atractivo a todos. Citar como atractivos espectáculos aptos para todos los públicos familias inclusive los del Cirque du Soleil, como Love de The Beatles o One de Michael Jackson de tipo musical o el de Ka y O con contenidos temáticos relacionados con la historia china o el agua.
En octubre de 2017, inició sus operaciones el equipo de expansión Vegas Golden Knights de la NHL. En el año 2020, Las Vegas Raiders (anteriormente Oakland Raiders) de la NFL jugará su primera temporada en el estadio Allegiant Stadium que está en construcción.

## Geografía y demografía

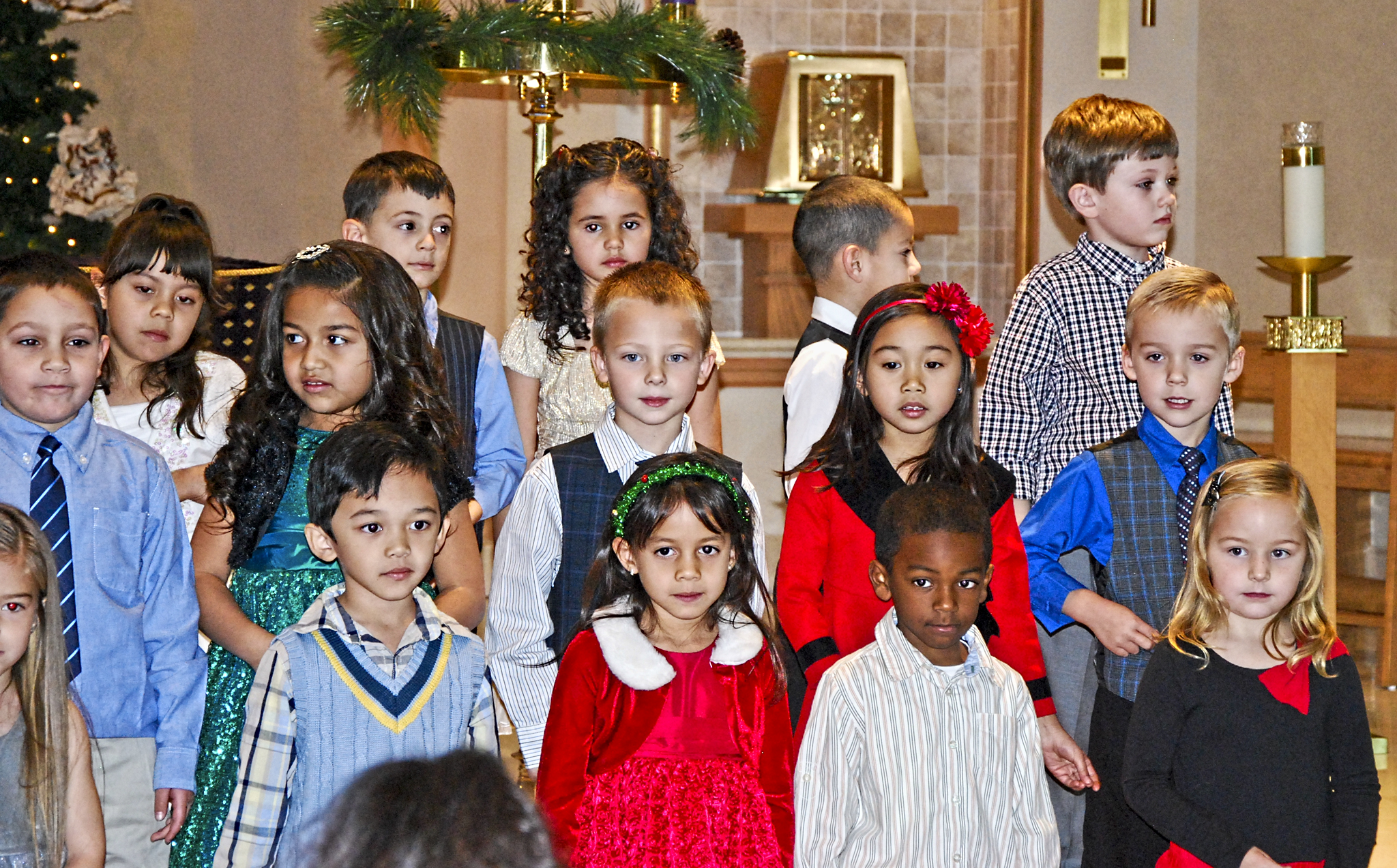
Jovenes en la ciudad de Las Vegas

La ciudad de Las Vegas ocupa un área de 295 km². La ciudad está localizada en una zona árida, rodeada de montañas con colores que van del rosa al gris. Al estar situada en el desierto, la mayor parte del terreno es rocoso y polvoriento.
Las Vegas es la ciudad que más ha crecido de los Estados Unidos. En 1940 no llegaba a cuarenta mil habitantes, en 1954 tenía catorce mil habitantes más, en 1995 su área metropolitana llegó al millón de habitantes, en 2003 a 1.58 millones y en 2008 supera ya los 1.8 millones de habitantes. Cada mes miles de personas se instalan en Las Vegas. La población es un crisol de estadounidenses, latinos y turistas de todas las nacionalidades.
- Altitud: 609 metros sobre el nivel del mar.
- Latitud: 36º10′30″ N.
- Longitud: 115º08′11″ O.

El Estado de Nevada tiene la tasa más alta de divorcio de todo Estados Unidos. Esta alta tasa no es totalmente debido a los veguenses. Debido a que el divorcio es más fácil en Nevada que en la mayoría del resto de los estados, muchas personas de todo el país van para conseguir un proceso más sencillo. Del mismo modo, los matrimonios en Nevada son notoriamente más fáciles de conseguir. El estado de Nevada tiene una de las tasas más altas de matrimonios  de todos los Estados Unidos, con muchas licencias otorgadas a personas de fuera de la zona (ver bodas en Las Vegas).

## Clima

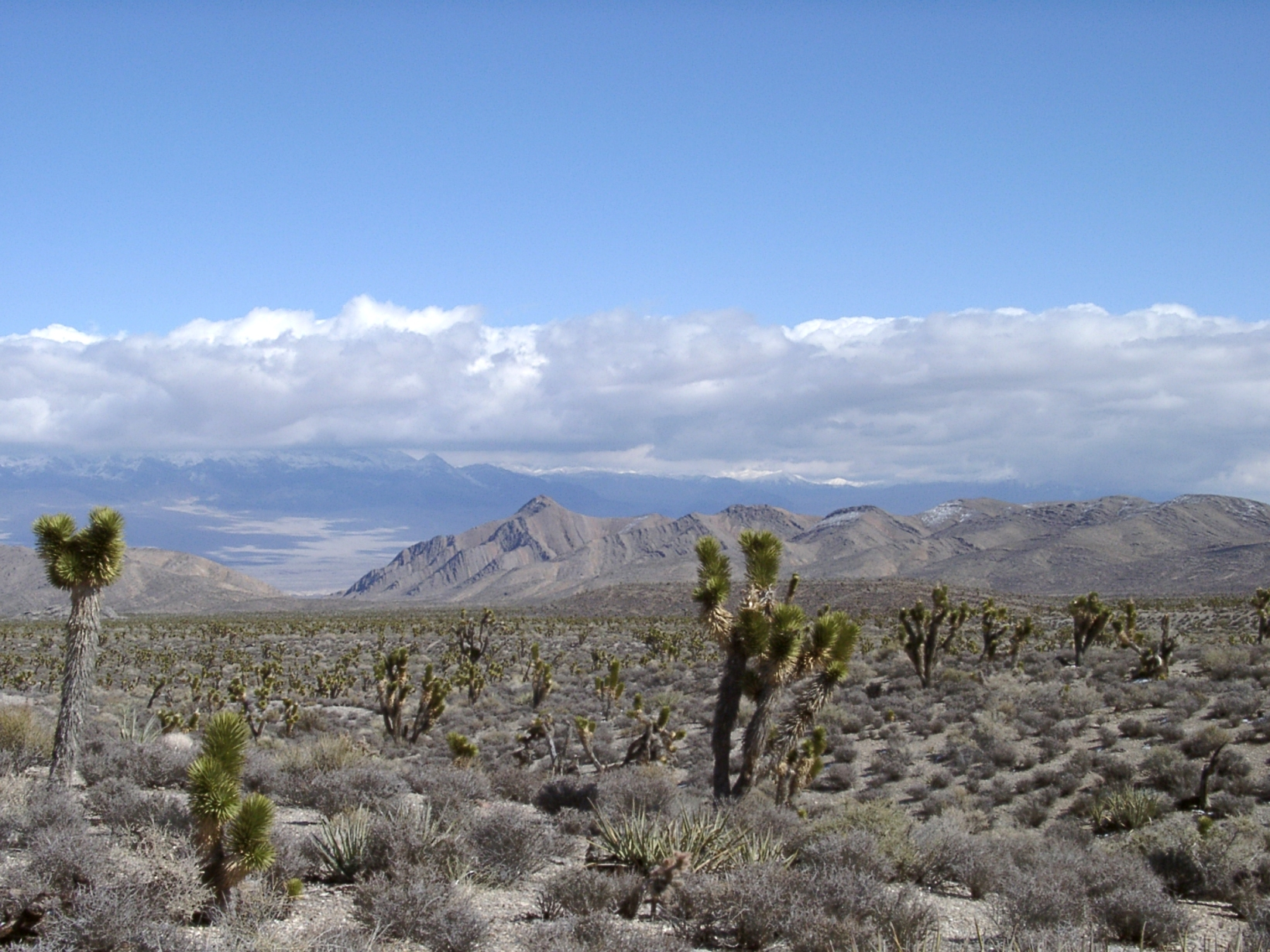
Típica imagen del desierto que rodea a Las Vegas.

Las Vegas tiene un clima desértico con muy poca lluvia y extremadamente cálido en verano. Temperaturas superiores a 28 °C son habituales entre los meses de mayo a septiembre. No es extraño que durante varios días al año estas temperaturas superen los 40 °C. Los habitantes de la ciudad prefieren utilizar túneles, pasadizos, coches o monorrieles con tal de evitar las altas temperaturas. También es frecuente encontrar ventiladores que disparan chorros de viento y agua por la calle. Los inviernos son fríos y ventosos, con temperaturas que oscilan entre los 14 °C y los 3 °C. Pueden producirse violentos y cortos aguaceros, pero menos frecuentemente, en la primavera y el otoño. De julio a septiembre, el monzón mexicano trae a menudo bastante humedad del Golfo de México causando tempestades de truenos durante la tarde. Aunque las montañas que rodean la ciudad pueden verse nevadas de noviembre a marzo, no es común que esto suceda en la zona urbana, pero sucede algunos años, como la nevada que cayó el 17 de diciembre de 2008.
| Parámetros climáticos promedio de Aeropuerto Internacional Harry Reid (Paradise (Nevada)), normales 1991‑2020, extremos 1937‑presente | Parámetros climáticos promedio de Aeropuerto Internacional Harry Reid (Paradise (Nevada)), normales 1991‑2020, extremos 1937‑presente | Parámetros climáticos promedio de Aeropuerto Internacional Harry Reid (Paradise (Nevada)), normales 1991‑2020, extremos 1937‑presente | Parámetros climáticos promedio de Aeropuerto Internacional Harry Reid (Paradise (Nevada)), normales 1991‑2020, extremos 1937‑presente | Parámetros climáticos promedio de Aeropuerto Internacional Harry Reid (Paradise (Nevada)), normales 1991‑2020, extremos 1937‑presente | Parámetros climáticos promedio de Aeropuerto Internacional Harry Reid (Paradise (Nevada)), normales 1991‑2020, extremos 1937‑presente | Parámetros climáticos promedio de Aeropuerto Internacional Harry Reid (Paradise (Nevada)), normales 1991‑2020, extremos 1937‑presente | Parámetros climáticos promedio de Aeropuerto Internacional Harry Reid (Paradise (Nevada)), normales 1991‑2020, extremos 1937‑presente | Parámetros climáticos promedio de Aeropuerto Internacional Harry Reid (Paradise (Nevada)), normales 1991‑2020, extremos 1937‑presente | Parámetros climáticos promedio de Aeropuerto Internacional Harry Reid (Paradise (Nevada)), normales 1991‑2020, extremos 1937‑presente | Parámetros climáticos promedio de Aeropuerto Internacional Harry Reid (Paradise (Nevada)), normales 1991‑2020, extremos 1937‑presente | Parámetros climáticos promedio de Aeropuerto Internacional Harry Reid (Paradise (Nevada)), normales 1991‑2020, extremos 1937‑presente | Parámetros climáticos promedio de Aeropuerto Internacional Harry Reid (Paradise (Nevada)), normales 1991‑2020, extremos 1937‑presente | Parámetros climáticos promedio de Aeropuerto Internacional Harry Reid (Paradise (Nevada)), normales 1991‑2020, extremos 1937‑presente |
| Mes | Ene. | Feb. | Mar. | Abr. | May. | Jun. | Jul. | Ago. | Sep. | Oct. | Nov. | Dic. | Anual |
| --- | --- | --- | --- | --- | --- | --- | --- | --- | --- | --- | --- | --- | --- |
| Temp. máx. abs. (°C) | 25 | 30.6 | 33.3 | 37.2 | 42.8 | 47.2 | 47.2 | 46.7 | 45.6 | 39.4 | 30.6 | 25.6 | 47.2 |
| Temp. máx. media (°C) | 14.7 | 17.2 | 21.7 | 25.8 | 31.4 | 37.4 | 40.3 | 39.3 | 34.9 | 27.3 | 19.5 | 13.8 | 26.9 |
| Temp. media (°C) | 9.7 | 11.9 | 16 | 19.8 | 25.2 | 30.9 | 34 | 33.2 | 28.7 | 21.3 | 14 | 9 | 21.2 |
| Temp. mín. media (°C) | 4.7 | 6.7 | 10.3 | 13.8 | 18.9 | 24.3 | 27.8 | 27 | 22.4 | 15.3 | 8.5 | 4.2 | 15.3 |
| Temp. mín. abs. (°C) | -13.3 | -8.9 | -7.2 | -0.6 | 3.3 | 8.9 | 13.3 | 12.2 | 6.1 | -3.3 | -9.4 | -11.7 | -13.3 |
| Precipitación total (mm) | 14.2 | 20.3 | 10.7 | 5.1 | 1.8 | 1 | 9.7 | 8.1 | 8.1 | 8.1 | 7.6 | 11.4 | 106.2 |
| Nevadas (cm) | 0 | 0 | 0 | 0 | 0 | 0 | 0 | 0 | 0 | 0 | 0 | 0.5 | 0.5 |
| Días de precipitaciones (≥ 0.2 mm) | 3.1 | 4.1 | 2.8 | 1.6 | 1.1 | 0.4 | 2.5 | 2.2 | 1.8 | 1.7 | 1.5 | 3.0 | 25.8 |
| Días de nevadas (≥ 0.2 cm) | 0.0 | 0.1 | 0.0 | 0.0 | 0.0 | 0.0 | 0.0 | 0.0 | 0.0 | 0.0 | 0.0 | 0.1 | 0.2 |
| Horas de sol | 245.2 | 246.7 | 314.6 | 346.1 | 388.1 | 401.7 | 390.9 | 368.5 | 337.1 | 304.4 | 246.0 | 236.0 | 3825.3 |
| Humedad relativa (%) | 45.1 | 39.6 | 33.1 | 25.0 | 21.3 | 16.5 | 21.1 | 25.6 | 25.0 | 28.8 | 37.2 | 45.0 | 30.3 |
| Fuente: NOAA (humedad y horas de sol 1961‑1990)                                                                                       | | | | | | | | | | | | | |

## Educación
El Distrito Escolar del Condado de Clark gestiona las escuelas públicas en la región.

## Localización de los grandes hoteles
Para ver la lista completa de los hoteles en el «Strip», vea el artículo Anexo:Hoteles en Las Vegas Strip.
| Norte hacia la Calle Fremont y Interstate 515 U.S. Route 93 U.S. Route 95                                                                                | Norte hacia la Calle Fremont y Interstate 515 U.S. Route 93 U.S. Route 95 | Norte hacia la Calle Fremont y Interstate 515 U.S. Route 93 U.S. Route 95 |
| --- | ------------------------------------------------------------------------- | ------------------------------------------------------------------------- |
| | ↑                                                                         |                                                                           |
| Stratosphere |                                                                           |                                                                           |
| |                                                                           |                                                                           |
| |                                                                           |                                                                           |
| |                                                                           |                                                                           |
| |                                                                           |                                                                           |
| |                                                                           |                                                                           |
| |                                                                           |                                                                           |
| Avenida Sahara | Avenida Sahara                                                            |                                                                           |
| Circus Circus | SLS Las Vegas                                                             |                                                                           |
| Circus Circus |                                                                           |                                                                           |
| Circus Circus |                                                                           |                                                                           |
| |                                                                           |                                                                           |
| Convention Center Drive |                                                                           |                                                                           |
| | Wynn Las Vegas                                                            |                                                                           |
| Fashion Show Mall |                                                                           |                                                                           |
| Calle Spring Mountain | Avenida Sands                                                             |                                                                           |
| Treasure Island | The Venetian / The Palazzo                                                |                                                                           |
| Treasure Island | Casino Royale                                                             |                                                                           |
| The Mirage | Harrah's                                                                  |                                                                           |
| The Mirage | The Linq                                                                  |                                                                           |
| Caesars Palace | Flamingo                                                                  |                                                                           |
| Caesars Palace | The Cromwell                                                              |                                                                           |
| Calle Flamingo | Calle Flamingo                                                            |                                                                           |
| Bellagio | Bally's                                                                   |                                                                           |
| Bellagio | Paris Las Vegas                                                           |                                                                           |
| | Planet Hollywood                                                          |                                                                           |
| Avenida Harmon | Avenida Harmon                                                            |                                                                           |
| CityCenter: Aria Veer Towers Crystals Mandarin Oriental                                                                                                  |                                                                           |                                                                           |
| Monte Carlo |                                                                           |                                                                           |
| New York-New York T-Mobile Arena | MGM Grand                                                                 |                                                                           |
| Avenida Tropicana | Avenida Tropicana                                                         |                                                                           |
| Excalibur Hotel y Casino | Tropicana                                                                 |                                                                           |
| Luxor |                                                                           |                                                                           |
| THEhotel, Mandalay Bay, Four Seasons | Aeropuerto Internacional Harry Reid                                       |                                                                           |
| Calle Russell |                                                                           |                                                                           |
| | ↓                                                                         |                                                                           |
| Hacia el sur del Anillo periférico de Las Vegas hacia el Aeropuerto Internacional Harry Reid y Henderson hacia Spring Valley, Summerlin, y Lone Mountain |                                                                           |                                                                           |

Entre las edificaciones de Las Vegas podemos encontrar el centro de la ciudad, compuesto por casinos de todo tipo y la periferia, una masa de chalets que se extiende por el yermo desierto. Los casinos están conectados muy frecuentemente entre ellos por monorraíles o pasadizos subterráneos con aire acondicionado que repele las agobiantes temperaturas de la ciudad. El espectáculo, las exposiciones, las galerías de arte y los museos generan tantos ingresos como los casinos. La tematización hace únicos a cada hotel, algunos de ellos con categoría de cinco diamantes. Por ejemplo:

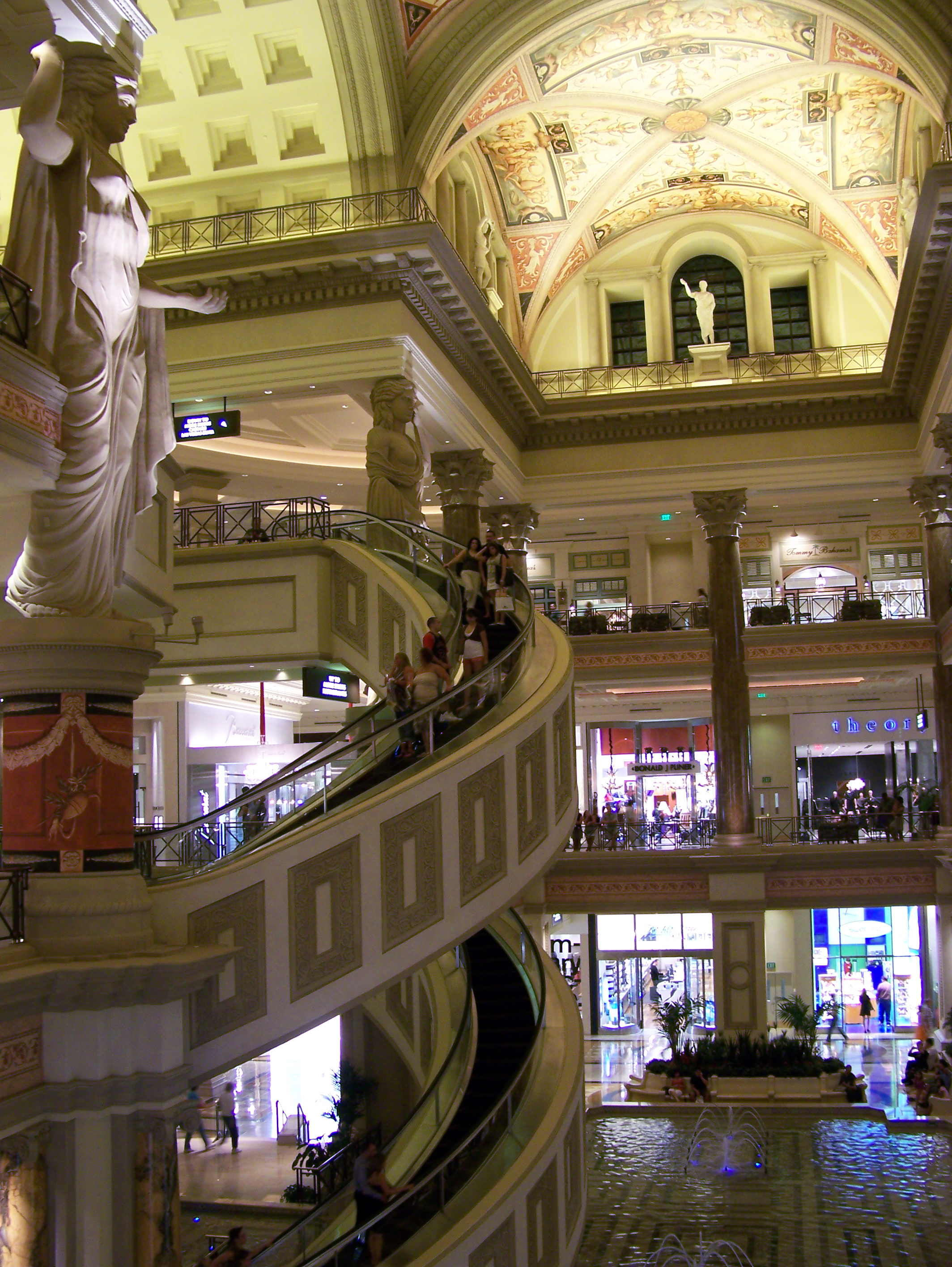
Interior del Caesars Palace.

- El Caesars Palace: con apariencia de templo romano estirado hasta ser convertido en un rascacielos. El interior parece un paseo por el antiguo Imperio y se observan máquinas con aspecto romano y espectáculos de robots, fuego, agua y luces que semejan luchas entre dioses. A fines de la década de 1970 comenzó a albergar combates de boxeo de leyendas como George Foreman, Ron Lyle, Muhammad Ali, Roberto Durán, Sugar Ray Leonard, Marvin Hagler y Thomas Hearns. Actualmente es uno de los grandes puntos turísticos de la ciudad debido al show de Celine Dion llamado «Celine», el cual inició el 15 de marzo de 2011, en el coliseo del hotel, que fue construido para su primer espectáculo A New Day..., el cual dio inicio en el año 2003 y finalizó en 2007, siendo el show más exitoso en la historia de Las Vegas. También el británico Elton John actúa esporádicamente con su show The Million Dollar Piano, así como la canadiense Shania Twain desde 2012.

- El Excalibur Hotel y Casino: Con aspecto de castillo y temática medieval/Camelot.

- El Stratosphere: con apariencia de torre de control de aeropuerto y una lanzadera y dos montañas rusas en su cúspide.

- El Paris Las Vegas: Un palacio francés y unas réplicas de la Torre Eiffel y del Arco del Triunfo en miniatura. Recreación interna de una pequeña parte de la ciudad de París. Todo el sabor parisino en Las Vegas.

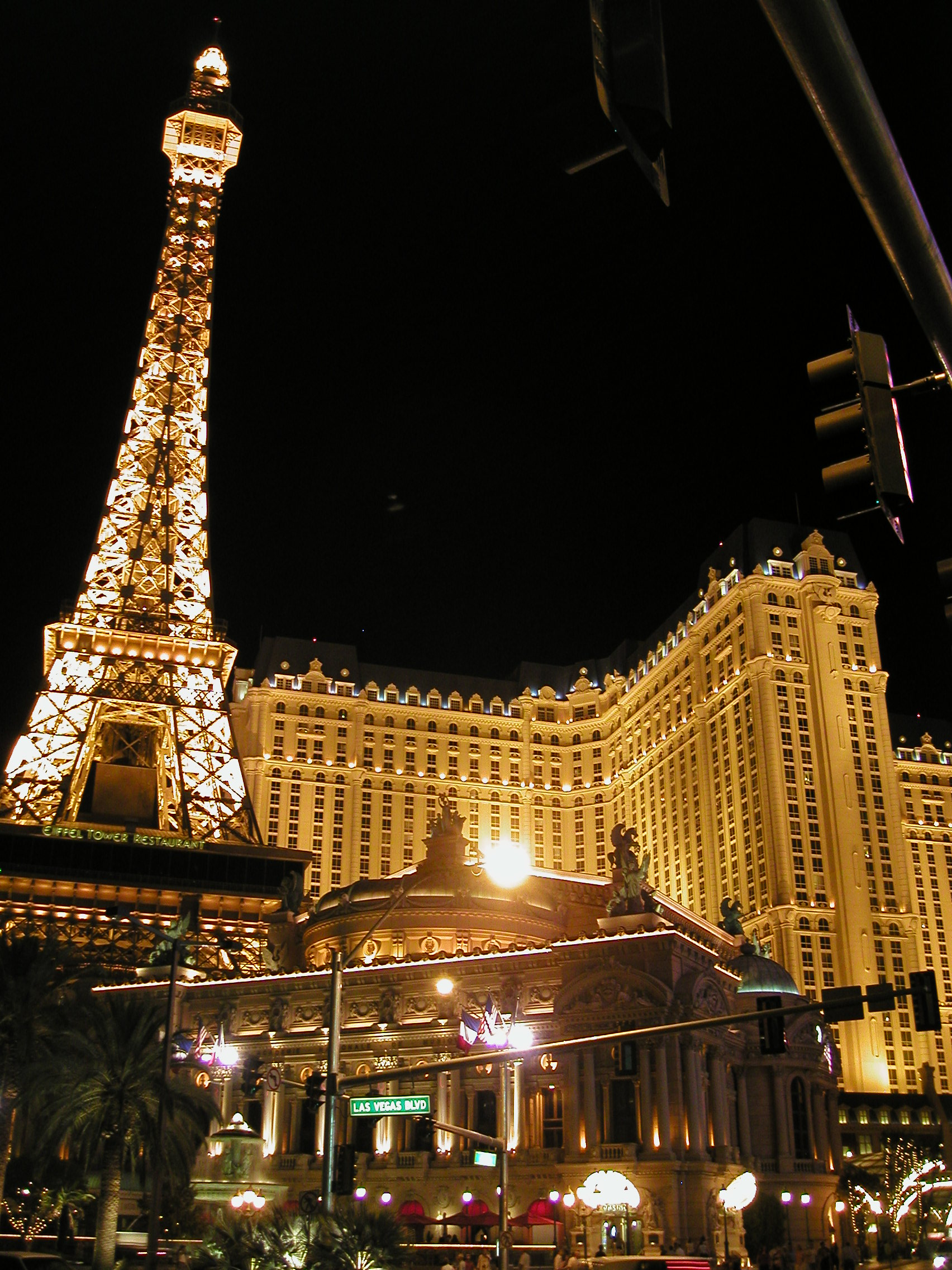
Todo el sabor parisino en Las Vegas.

- El Treasure Island: rodeado de agua y tiene un espectáculo de especialistas y bailarines gratuito que se representa cada media hora y que incluye barcos piratas, sirenas y fuegos artificiales.

- El Venetian: Con paseo en góndola en su segundo piso, recreación interna y externa en fachada de Venecia.

- El MGM, con fachada compuesta de artículos del cine estadounidense, Hollywood, Los Ángeles.

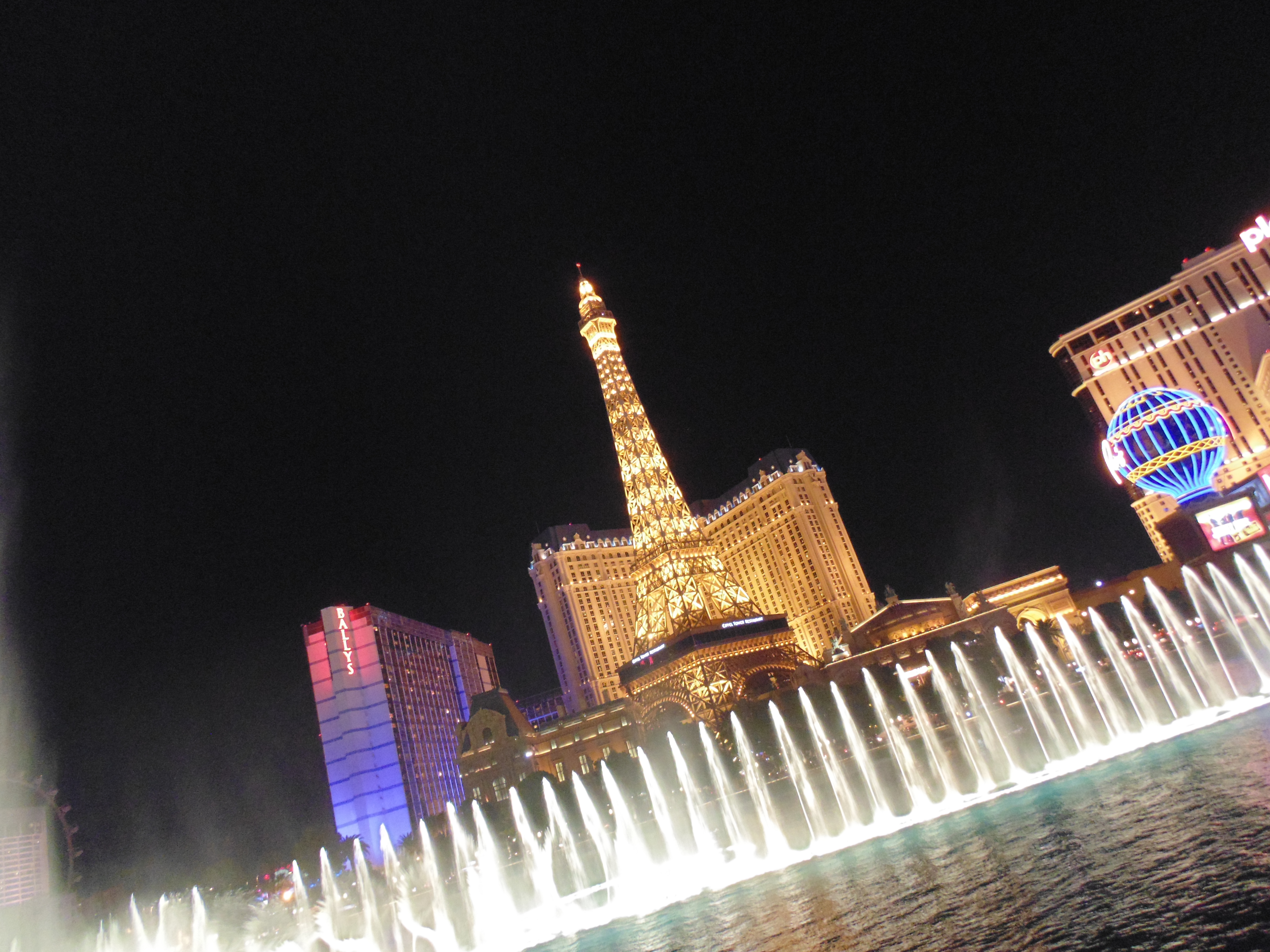
Espectáculo de las fuentes del Bellagio.

- El New York, New York, con fachada compuesta por miniaturas de edificios emblemáticos de Nueva York y una pequeña Estatua de la Libertad. Recreación interna de una pequeña porción de la ciudad.

- El Aladdín: con recreación interna de una ciudad persa. Cedió el paso al Planet Hollywood Resort and Casino.

- El Mirage, uno de los hoteles más famosos del Strip. Tematizado en la Polinesia entre sus instalaciones incluye un volcán, un delfinario, tigres y leones blancos, etc. Cuenta con un espectáculo homenaje a los Beatles creado por el Cirque du Soleil y artistas como Danny Gans, Jim Carrey y Siegfried & Roy.

- El Luxor, con forma de pirámide, estatuas e incluso una esfinge. Toda la magia de Egipto en Las Vegas.Hotel Luxor, al sur de Las Vegas Boulevard.

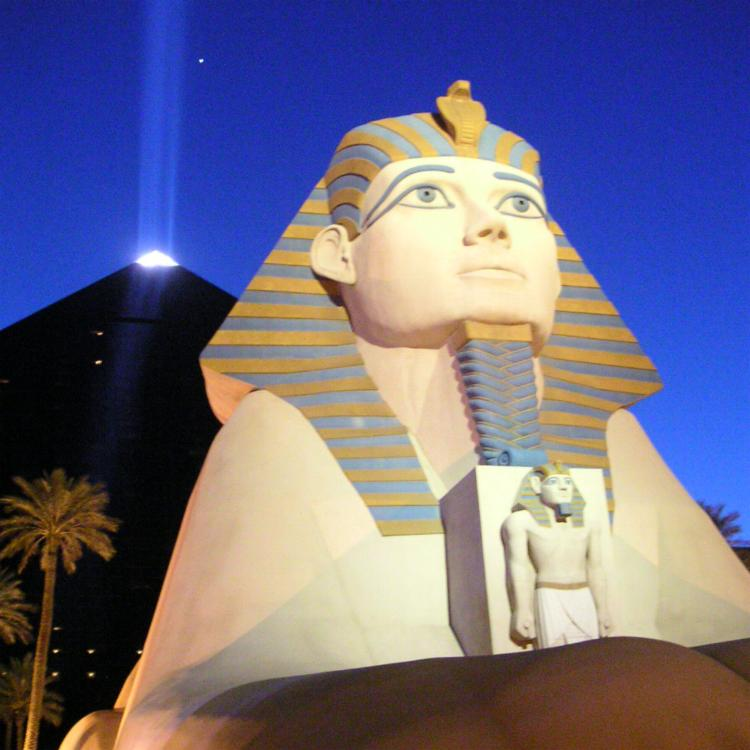
Hotel Luxor, al sur de Las Vegas Boulevard.

- El Bellagio, lujoso hotel de cinco diamantes tematizado en el lago Como (Lombardía, Italia). Sus fuentes bailan cada noche al son de la música de Frank Sinatra y Elvis Presley. Las fuentes del Hotel y Casino Bellagio.

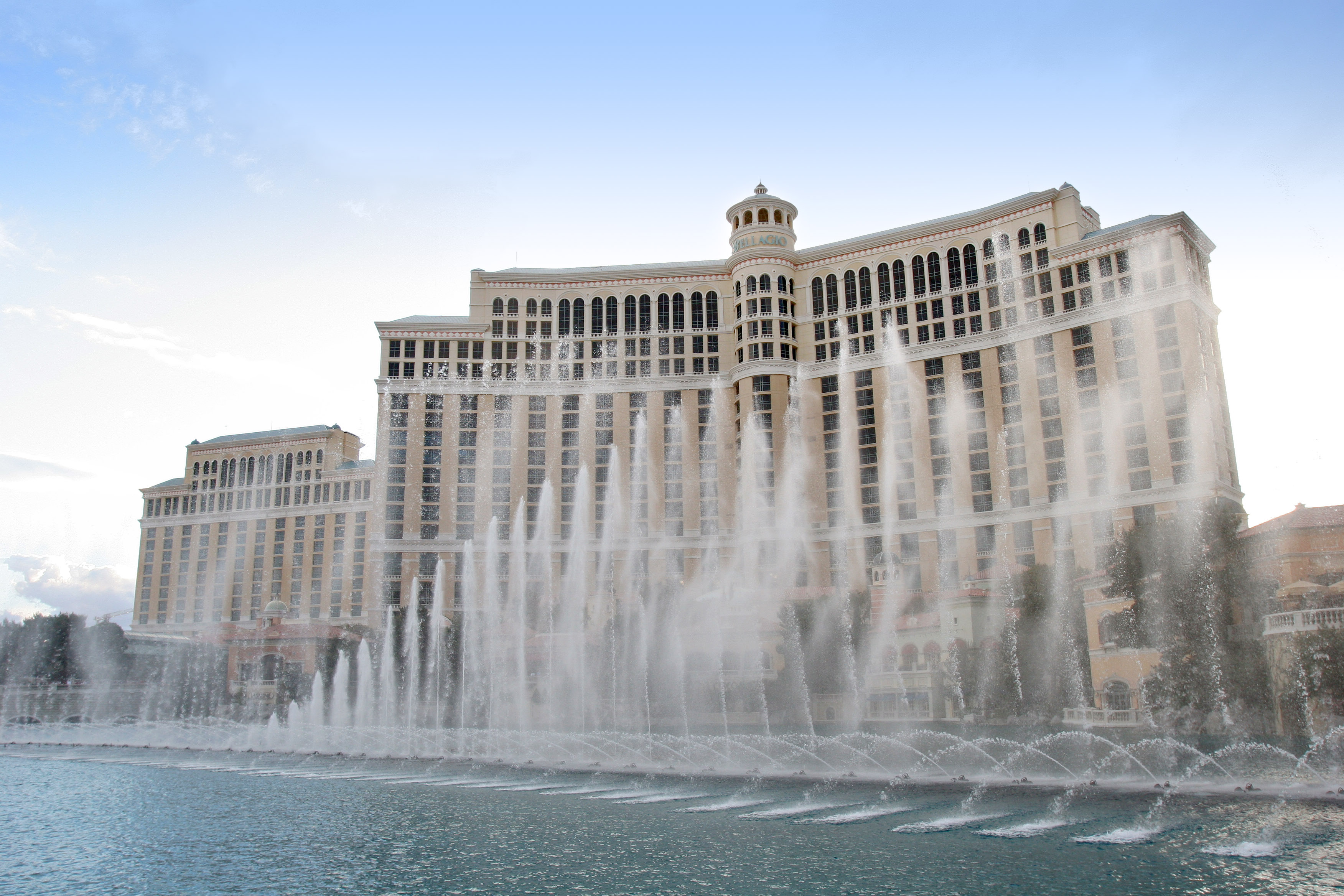
Las fuentes del Hotel y Casino Bellagio.

- El Circus Circus, tematizado en el fabuloso mundo del circo. Por un lado, ofrece atracciones y números circenses de forma gratuita y continuada a lo largo del día. Además, tiene un parque de atracciones cubierto por una gran cúpula rosa, cuyas montañas rusas y demás atracciones funcionan los 365 días del año.El Circus Circus, popularizado gracias a una de las películas de James Bond, en 1971.

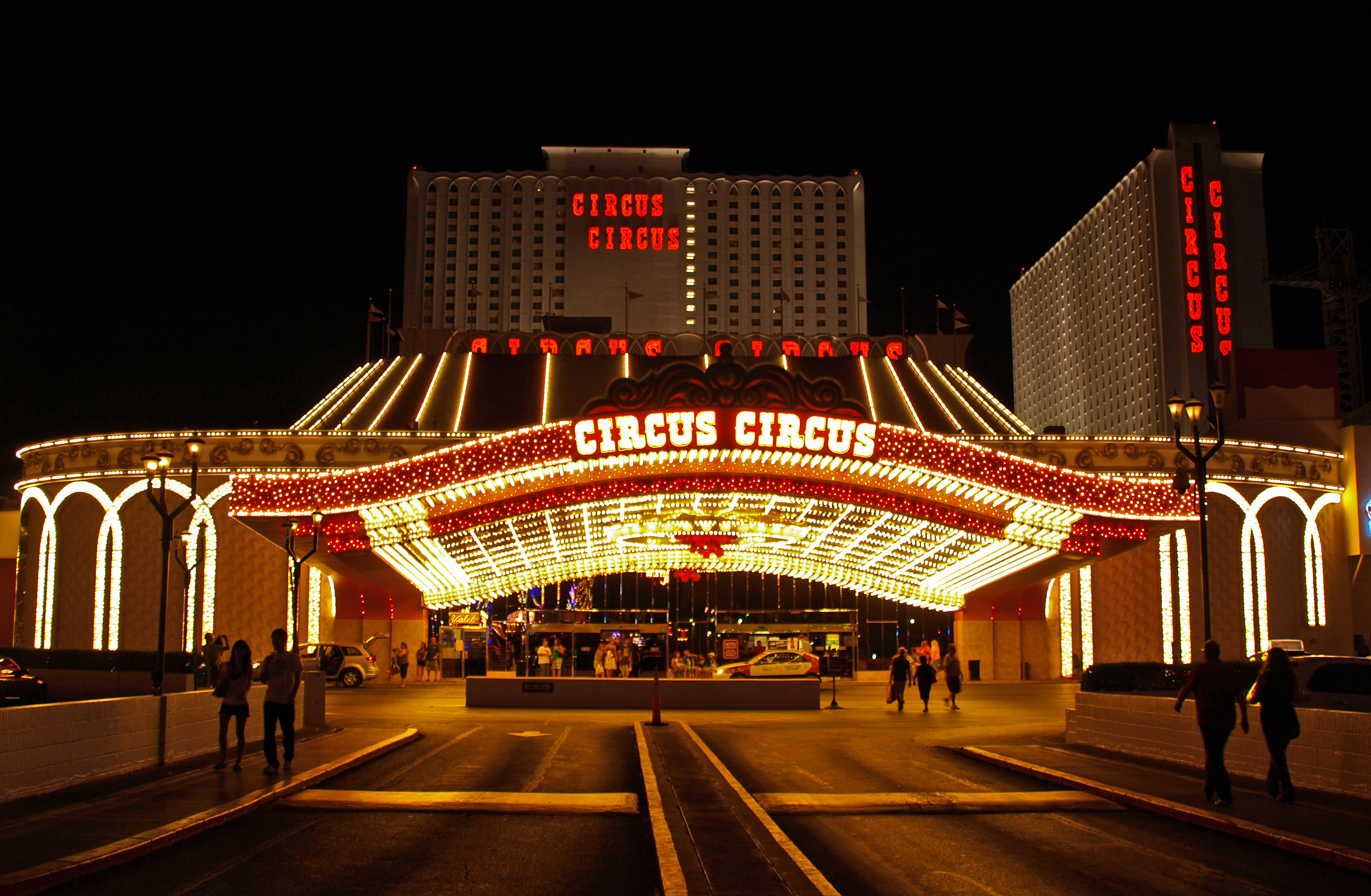
El Circus Circus, popularizado gracias a una de las películas de James Bond, en 1971.

- El Mandalay Bay famoso por sus piscinas de olas, su gran acuario incluyendo varias especies de tiburones y sus espectáculos y combates de boxeo.

- El que fuera pionero en el Strip y famoso por su espectáculos e historia, y el Stardust Resort & Casino ha sido cerrado en el 2006, después de cuarenta y ocho años de funcionamiento, y estuvo en proceso de derribo, ejecutándose en el 2007.

## Infraestructura

### Transporte

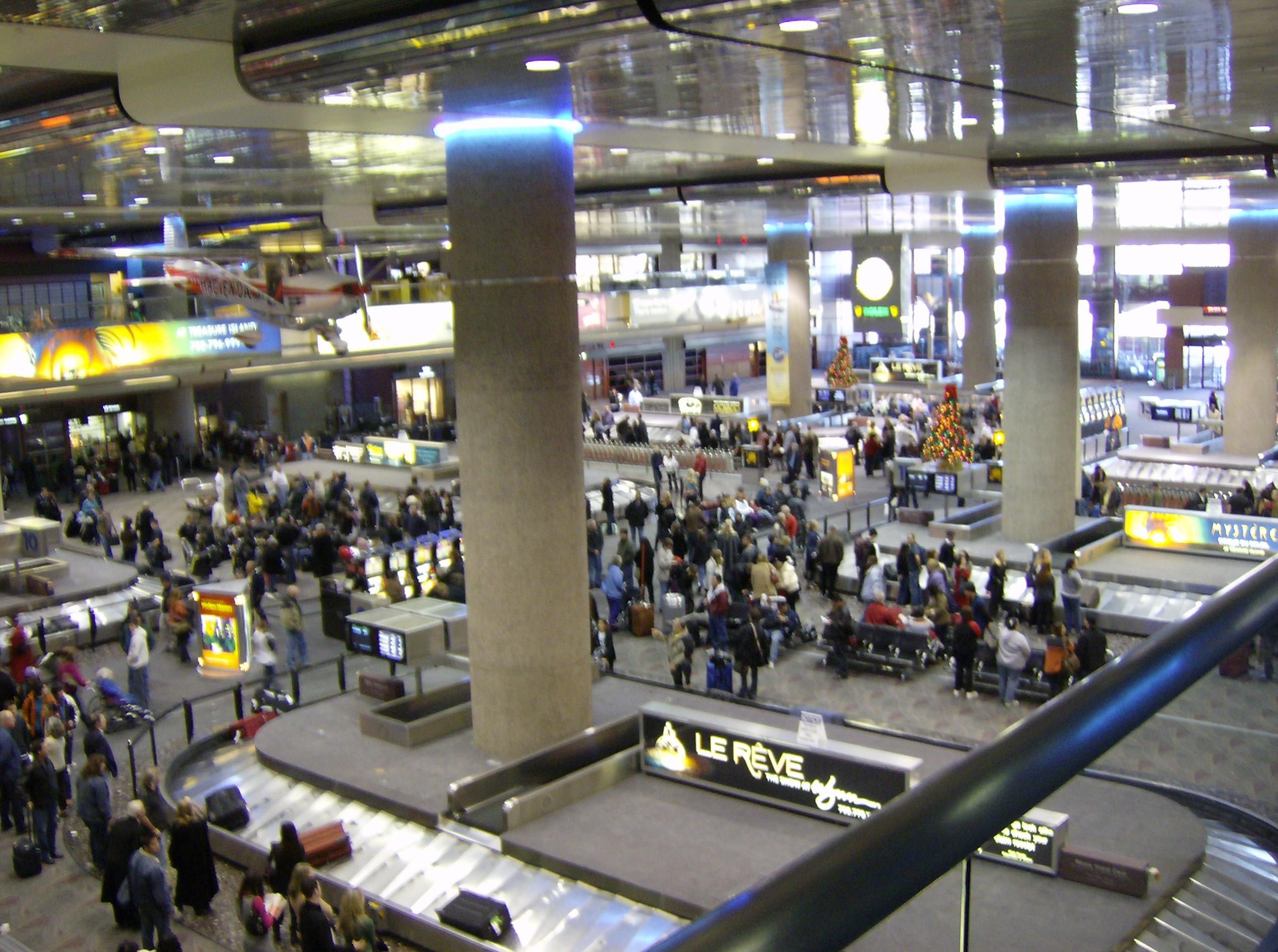
Aeropuerto Internacional Harry Reid.

RTC Transit es un sistema de transporte público de autobús, que ofrece su servicio a lo largo del norte de Las Vegas y otras áreas suburbanas del valle. El servicio de autobús a Las Vegas «Inter-City» es proporcionada por Líneas Greyhound, y muchos servicios de flete, incluyendo Green Tortoise y la línea de autobuses del Chinatown, trabajan en este lugar. Amtrak de California opera el Deluxe expreso Thruway Motorcoach dedicado al servicio entre la ciudad y la estación de trenes de pasajeros de Bakersfield (California).
Una línea de autobús de tránsito rápido es el llamado Franja y expreso Downtown (antes ACE Gold Line) con paradas limitadas y servicio frecuente, fue lanzado en marzo de 2010, y conecta el centro de Las Vegas, el Strip, Las Vegas Convention Center y la Plaza de la Ciudad.
Con algunas excepciones, como Las Vegas Boulevard, Boulder Highway (SR 582) y Rancho Drive (SR 599), la mayoría de la superficie y calles en Las Vegas están puestas en una cuadrícula a lo largo de el Sistema Público de Catastro. Muchas de estas carreteras son mantenidas por el Departamento de Transporte de Nevada de las carreteras estatales. El sistema de numeración de la calle se divide por las siguientes calles:
- Westcliff Drive, Estados Unidos, Autopista 95, Fremont Street y Charleston Boulevard dividen los números de bloque norte-sur, de oeste a este.
- Las Vegas Boulevard divide a las calles este-oeste de Las Vegas cerca del Stratosphere, a continuación, la calle principal se convierte en la línea divisoria de la estratosfera a la frontera norte de Las Vegas, después de lo cual en la calle Goldfield la alineación se divide al este y al oeste.
- En el lado este de Las Vegas, entre los números de bloque Charleston Boulevard y la avenida de Washington son diferentes a lo largo de Nellis Boulevard, que es la frontera del este de los límites de la ciudad.

Las carreteras interestatales 15, 11, y los Estados Unidos, el 95 de plomo fuera de la ciudad en cuatro direcciones. Dos autopistas más importantes - Interestatal 15 y Interestatal 11 / Estados Unidos Ruta 95 - cruza el centro de Las Vegas. I-15 se conecta Las Vegas a Los Ángeles, y se dirige al noreste y más allá de Salt Lake City, Utah. I-11 va al noroeste de Reserva Indígena Paiute de Las Vegas y va al sureste de Henderson y Puente Mike O'Callaghan–Pat Tillman, donde a partir de este punto la I-11 finalmente continuará a lo largo la Estados Unidos 93 hacia Phoenix, Arizona. Estados Unidos, el 95 (y eventualmente la I-11) conecta la ciudad con el noroeste de Nevada, incluyendo Carson City y Reno. Estados Unidos 93 se separa de la I-15 al noreste de Las Vegas y va hacia el norte a través de la parte oriental del estado, sirviendo a Ely y Wells. Estados Unidos 95 se dirige al sur de Estados Unidos 93 cerca de Henderson a través extremo oriental de California. Un circunvalación parcial se ha construido, que consta de Interestatal 215 en el sur y Condado de Clark 215 en el oeste y el norte. Otras rutas radiales incluyen Blue Diamond Road (SR 160) de Pahrump y Lake Mead Boulevard (SR 147) para Lago Mead.

## Deporte
| Equipo               | Deporte            | Liga                                    | Estadio              |
| -------------------- | ------------------ | --------------------------------------- | -------------------- |
| Las Vegas Aces       | Baloncesto         | Women's National Basketball Association | Michelob Ultra Arena |
| Las Vegas Raiders    | Fútbol Americano   | National Football League                | Allegiant Stadium    |
| Vegas Golden Knights | Hockey sobre hielo | National Hockey League                  | T-Mobile Arena       |
| Las Vegas Lights FC  | Fútbol             | USL Championship                        | Cashman Field        |
| Las Vegas Athletics  | Béisbol            | Major League Baseball                   | Campo por Construir  |

## Personajes famosos
- Matthew Gray Gubler, actor, director, modelo y dibujante estadounidense, nació en Las Vegas el 9 de marzo de 1980.
- Diego Corrales, boxeador.
- Andre Agassi, tenista.
- Mickell Jwoww Lukianova, actor modelo y DJ. Sus actuaciones desde muy joven llevaron a que su vida cambiase y se convirtiese uno de los dj en un gran bar de Las Vegas en temporada de vacaciones.
- David Copperfield, ilusionista. Con más de quinientas actuaciones al año y la gran mayoría en el hotel MGM Grand.
- Siegfried & Roy, ilusionistas. Con la magia de sus tigres y leones blancos fueron uno de los espectáculos imprescindibles de la historia de Las Vegas. Aún se pueden ver sus animales en el Secret Garden, del hotel Mirage.
- Criss Angel, ilusionista. Su popular programa de televisión «Mindfreak» y su espectáculo en el hotel Luxor junto al Cirque du Soleil «Believe», han disparado la popularidad, la venta de entradas y comercialización de este singular artista.
- Brendon Urie, Ryan Ross, Spencer Smith, integrantes del grupo Panic! at the disco.
- Brandon Flowers, Mark Stoermer, Dave Keuning y Ronnie Vannucci, integrantes de The Killers, residen en esta ciudad.
- Tupac Shakur, considerado el mejor rapero de todos los tiempos, le dispararon el 7 de septiembre de 1996 en frente del Hotel Maxim, después de asistir a un combate de boxeo entre Mike Tyson y Bruce Seldon en el MGM Grand muriendo el 13 de septiembre de 1996.
- Jennifer Lopez (actriz y cantante), Lady Gaga (actriz y cantante) , Cher (actriz y cantante), Elton John (cantante), Céline Dion (cantante),  Kylie Minogue (actriz y cantante), Bette Midler (cantante), Elvis Presley (cantante), Frank Sinatra (actor y cantante), Paul Anka (actor y cantante), Dean Martin (cantante), Wayne Newton (cantante), Mariah Carey (cantante), Britney Spears (cantante), Wiz Khalifa (cantante), Imagine Dragons, son algunas celebridades de talla mundial que al presentar sus espectáculos en casinos, han residido en Las Vegas. También el grupo Escape The Fate y The Higher, famosos por su presentación el 30 de marzo en The Extremething Las Vegas. También la soprano de mayores ventas de la historia, Sarah Brightman, grabó el DVD de su gira Harem World Tour en esta ciudad.
- Elvis Presley, si bien nació en Tupelo, Mississippi, la figura del rey del rock and roll está íntimamente relacionada con Las Vegas, debido a la serie de conciertos que el astro brindó principalmente en el Hotel Internacional desde fines de los años 60 a principios de los 70 [17] y al éxito de la película Viva Las Vegas cuyo tema principal, homónimamente llamado, se convirtió en una canción icónica del lugar al punto de que en 2002 la ciudad le requiriera a la compañía Elvis Presley Enterprise la posibilidad de hacer del tema Viva Las Vegas la canción oficial del lugar.[6]

## Ciudades hermanas
- Ansan, Corea del Sur
- Jeju, Corea del Sur
- Huludao, República Popular China
- Phuket, Tailandia
- Ángeles, Filipinas
- Pamukkale, Turquía